# سن جروازیو برشانو
سن جروازیو برشانو (به ایتالیایی: San Gervasio Bresciano) یک کومونه در ایتالیا است که در استان برشا واقع شده‌است. سن جروازیو برشانو ۱۰ کیلومتر مربع مساحت و ۱٬۳۰۸ نفر جمعیت دارد.